# Orluis Aular
Orluis Alberto Aular Sanabria (Nirgua, 5 novembre 1996) è un ciclista su strada venezuelano che corre per la Movistar Team. Nel 2019 ha vinto la Vuelta a Venezuela e nel 2022 e 2023 la Volta ao Alentejo.

## Palmarès

### Strada
- 2014 (Juniores)

Campionati venezuelani, Prova in linea Junior
- 2016 (Under-23, una vittoria)

1ª tappa Vuelta al Táchira (San Cristóbal > Táriba)
- 2018 (Start Team Gusto, una vittoria)

10ª tappa Vuelta a Venezuela (Valencia > Valencia)
- 2019 (Matrix Powertag, dodici vittorie)

3ª tappa Vuelta al Táchira (San Cristóbal > San Cristóbal)
1ª tappa Tour de Kumano (Akagigawa Seiryu > Akagigawa Seiryu)
Classifica generale Tour de Kumano
Campionati venezuelani, Prova a cronometro Elite
2ª tappa Vuelta Ciclista a Miranda (Charallave > Charallave)
6ª tappa Vuelta Ciclista a Miranda (Ocumare del Tuy > Ocumare del Tuy)
2ª tappa Vuelta a Venezuela (San Francisco de Yare > Valencia)
3ª tappa Vuelta a Venezuela (Valencia > Acarigua)
4ª tappa Vuelta a Venezuela (Guanare > Barquisimeto)
5ª tappa Vuelta a Venezuela (Pavía > Pavía, cronometro)
6ª tappa Vuelta a Venezuela (Quíbor > San Felipe)
Classifica generale Vuelta a Venezuela
- 2022 (Caja Rural-Seguros RGA, sette vittorie)

Clássica da Arrábida
1ª tappa Volta ao Alentejo (Vendas Novas > Sines)
4ª tappa Volta ao Alentejo (Castelo de Vide > Castelo de Vide, cronometro)
Classifica generale Volta ao Alentejo
Campionati venezuelani, Prova a cronometro Elite
Campionati venezuelani, Prova in linea Elite
Giochi sudamericani, Prova in linea Elite
- 2023 (Caja Rural-Seguros RGA, sette vittorie)

Clássica da Arrábida
Classifica generale Volta ao Alentejo
Giochi centramericani e caraibici, Prova in linea
Campionati venezuelani, Prova a cronometro Elite
Campionati venezuelani, Prova in linea Elite
5ª tappa Giro di Croazia (Cirquenizza > Ozalj)
Classifica generale Giro di Croazia
- 2024 (Caja Rural-Seguros RGA, cinque vittorie)

2ª tappa Troféu Joaquim Agostinho (Silveira > Torres Vedras)
Classifica generale Troféu Joaquim Agostinho
1ª tappa Tour du Limousin (Boisseuil > Auzances)
Trofeo Matteotti
Campionati venezuelani, Prova a cronometro Elite
- 2025 (Movistar Team, due vittorie)

Campionati venezuelani, Prova a cronometro Elite
Campionati venezuelani, Prova in linea Elite

#### Altri successi
- 2019 (Matrix Powertag)

Classifica a punti Vuelta al Táchira
Classifica a punti Tour de Kumano
Classifica a punti Vuelta Ciclista a Miranda
Classifica a punti Vuelta a Venezuela
Classifica scalatori Vuelta a Venezuela
- 2022 (Caja Rural-Seguros RGA)

Classifica a punti Volta ao Alentejo
Classifica a punti Boucles de la Mayenne
- 2023 (Caja Rural-Seguros RGA)

Classifica a punti Volta ao Alentejo

## Piazzamenti

### Grandi Giri
- Giro d'Italia

2025: 101º
- Vuelta a España

2023: non partito (13ª tappa)

### Classiche monumento
- Milano-Sanremo

2025: 28º
- Giro delle Fiandre

2025: 36º

### Competizioni mondiali
- Campionati del mondo

Ponferrada 2014 - In linea Junior: ritirato
Bergen 2017 - In linea Under-23: 119º
Innsbruck 2018 - In linea Under-23: ritirato
Fiandre 2021 - In linea Elite: ritirato
- Giochi olimpici

Tokyo 2020 - In linea: ritirato
Parigi 2024 - In linea: 53º